# Aeropuerto Internacional de Grand Forks
El Aeropuerto Internacional de Grand Forks (del inglés: Grand Forks International Airport) (IATA: GFK, OACI: KGFK, FAA LID: GFK) es un aeropuerto público a ocho kilómetros al noroeste de Grand Forks, en el condado de Grand Forks, Dakota del Norte, Estados Unidos. GFK no tiene vuelos regulares de pasajeros fuera del país, pero tiene un título "internacional" (como muchos otros aeropuertos) porque tiene servicio de aduanas para llegadas desde Canadá y otros países.
El aeropuerto, a veces llamado Aeropuerto Internacional Mark Andrews en honor a Mark Andrews, ex representante de la Cámara de Representantes de los Estados Unidos y senador de los Estados Unidos por Dakota del Norte, es propiedad de la Autoridad Aeroportuaria Regional de Grand Forks y está ubicado en la U.S. Route 2, a seis kilómetros al oeste de la Interestatal 29, dentro de los límites de la ciudad en una sección separada de la ciudad que está rodeada por el municipio de Rye.
En 2009, la torre de control de la FAA del aeropuerto fue la 23.ª más concurrida del país, con 346,165 operaciones de torre. Aproximadamente el 90% de todas las operaciones en GFK son vuelos operados por la Escuela de Ciencias Aeroespaciales John D. Odegard de la Universidad de Dakota del Norte, que tiene su base en el campo.
Está incluido en el Plan Nacional de Sistemas Aeroportuarios Integrados para 2017-2021 de la Administración Federal de Aviación (FAA), en el que se lo clasifica como una instalación de servicio comercial principal no central.

## Aerolíneas y destinos

### Pasajeros
| Aerolíneas       | Destinos                                            |
| ---------------- | --------------------------------------------------- |
| Allegiant Air    | Las Vegas Estacional: Orlando/Sanford, Phoenix/Mesa |
| Delta Connection | Minneapolis/St. Paul                                |

### Carga
FedEx Express era el segundo empleador más importante de KGFK. La rampa de FedEx en KGFK prestaba servicio a todo el estado de Dakota del Norte, el noroeste de Minnesota y pequeñas partes de Dakota del Sur y Montana. FedEx tenía más de 100 empleados: representantes de servicio al cliente, agentes de rampa, mensajeros, conductores de semirremolques y trabajadores de mantenimiento de aviones a reacción y vehículos. Los agentes de rampa trabajaban en turnos de tarde o de madrugada, cargando y descargando los aviones, los aviones de enlace y los camiones. FedEx contrató a Corporate Air para que proporcionara pilotos y mantenimiento para once aviones de enlace. Corporate Air era el décimo empleador más importante de KGFK.
El 17 de febrero de 2016, FedEx anunció que trasladaría sus operaciones del Aeropuerto Grand Forks al Aeropuerto Internacional Hector de Fargo. FedEx trasladó todas las operaciones de vuelo a Fargo el 31 de octubre de 2016.

## Estadísticas

### Tráfico anual
| Año  | Pasajeros | Cambio      |
| ---- | --------- | ----------- |
| 2013 | 148,802   | Sin cambios |
| 2014 | 146,051   | 1.85%       |
| 2015 | 145,272   | 0.53%       |
| 2016 | 131,481   | 9.49%       |
| 2017 | 117,786   | 10.42%      |
| 2018 | 114,839   | 2.50%       |
| 2019 | 117,925   | 2.69%       |
| 2020 | 46,891    | 60.24%      |
| 2021 | 69,780    | 48.81%      |
| 2022 | 89,555    | 28.33%      |
| 2023 | 93,815    | 4.75%       |